# Battistero di San Giovanni (Pisa)
Il battistero di San Giovanni è uno dei monumenti della piazza dei Miracoli, a Pisa; s'innalza di fronte alla facciata occidentale della cattedrale di Santa Maria Assunta, a sud del camposanto monumentale.
È il più grande battistero del mondo: la sua circonferenza misura 107,24 m, mentre la larghezza della muratura alla base è 263 cm (2 metri e 63 cm ), per un'altezza di 54 metri e 86 centimetri.

## Storia
La costruzione dell'edificio fu iniziata a metà del XII secolo: «1153 mense Augusti fundata fuit haec…», ovvero «Nel mese di agosto 1153 fu fondata…» (1153 nel calendario pisano corrisponde al 1152) . Sostituisce un precedente battistero, più piccolo, che si trovava a nord-est della Cattedrale, dove ora si trova il Camposanto. Fu costruito in stile Romanico da un architetto che si firma «Diotisalvi magister…» in un pilastro all'interno dell'edificio. In seguito furono capomastri del cantiere anche Nicola e Giovanni Pisano, oltre a Cellino di Nese.
Nell'Ottocento, contestualmente ad un rinnovamento che interessò l'intera piazza del Duomo ed i suoi monumenti, il battistero fu oggetto di un radicale restauro da parte dell'architetto Alessandro Gherardesca, con interventi che portarono alla ricostruzione di alcuni portali e di gran parte dell'apparato decorativo. Malgrado le denunce di alcuni intellettuali e personalità di spicco della cultura pisana dell'epoca, come Carlo Lasinio, i lavori, diretti dal capomastro Giovanni Storni, determinarono la rimozione di numerose sculture di Nicola e Giovanni Pisano. Le statue, poste alla sommità del primo ordine al di sopra e all'interno delle vimperghe, furono sostituite con opere che non imitavano il gusto medievale, mentre le sculture originali andarono quasi tutte perdute ad eccezione di quelle oggi esposte al Museo dell'Opera del Duomo. 
L'intervento avrebbe dovuto estendersi anche all'interno, con la realizzazione di affreschi nell'invaso centrale, ma il progetto non fu concretizzato e si limitò sostanzialmente alla rimozione degli arredi non medievali e alla messa in opera di nuove vetrate.

## Descrizione
Il battistero presenta una curiosa cupola troncoconica, come quella della chiesa del Santo Sepolcro a Pisa, sempre dello stesso architetto, che copre solo il giro interno di pilastri (la tecnica costruttiva per una cupola emisferica o poligonale di grandi dimensioni era all'epoca quasi ignota). Il progetto di Diotisalvi voleva essere quello di citare architettonicamente sia la Cupola della Roccia (ritenuta costruita sulle rovine del Tempio di Salomone) nella parte esterna, sia l'Anástasis della Basilica del Santo Sepolcro nella parte interna, entrambi a Gerusalemme. Successivamente i lavori furono proseguiti da Nicola e Giovanni Pisano che modificarono il Battistero in stile gotico con la loggia e la cupola emisferica (di fatto un tiburio) che nasconde quella piramidale. 
Il Battistero è, come molti altri edifici di Pisa, leggermente inclinato: la pendenza verte verso est in direzione della cattedrale.

### Esterno

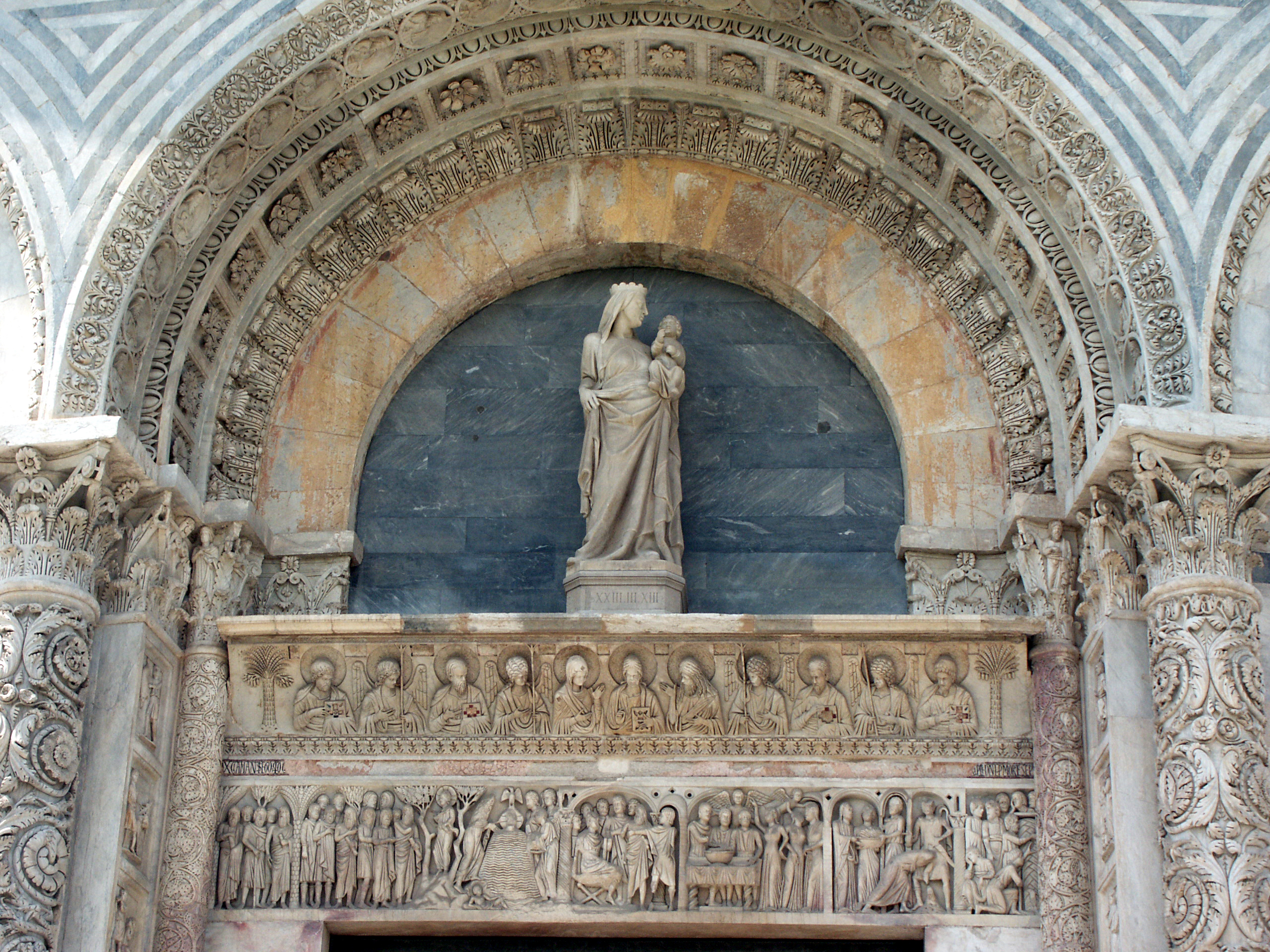
La lunetta del portale

La cupola, dal diametro di 30,49 metri, è coperta da tegoli rossi verso il mare e da lastre di piombo verso levante. Probabilmente la causa della differenza nella copertura è da trovarsi nella mancanza di denaro, così come nell'assenza di affreschi nel soffitto che tuttavia erano stati pianificati originariamente. Altre motivazioni della non completa copertura con tegoli rossi della cupola potrebbero essere a causa delle diverse condizioni di esposizione solare e climatica dell'edificio ma anche quella di fungere da torre-faro per la navigazione notturna grazie alla riflessione della luce della Luna.
La cupolina sulla sommità con la statua di San Giovanni Battista di Turino di Sano del 1395, furono aggiunti solo molto più tardi. Il battistero originariamente aveva un'apertura sul soffitto attraverso la quale entrava la luce illuminando il fonte battesimale. In altri battisteri più antichi tale apertura serviva per riempire tale fonte con l'acqua piovana, ma non è il caso di Pisa dove il fonte non presenta canali di scolo: all'epoca i battesimi venivano già effettuati in maniera simile all'attuale attraverso piccole vasche poste lungo il bordo del fonte il quale era, quindi, puramente simbolico.
Il portale dirimpetto alla facciata del duomo è affiancato da due colonne di spoglio. L'architrave è suddiviso in due livelli, l'inferiore riporta episodi della vita del Battista, il superiore mostra Cristo fra la Madonna e il Battista tra angeli ed evangelisti. Ai lati del portale due lesene recano il ciclo dei mesi.
Un'iscrizione, tuttora indecifrata, è attestata a sinistra dello stipite del portale del Battistero.

### Interno

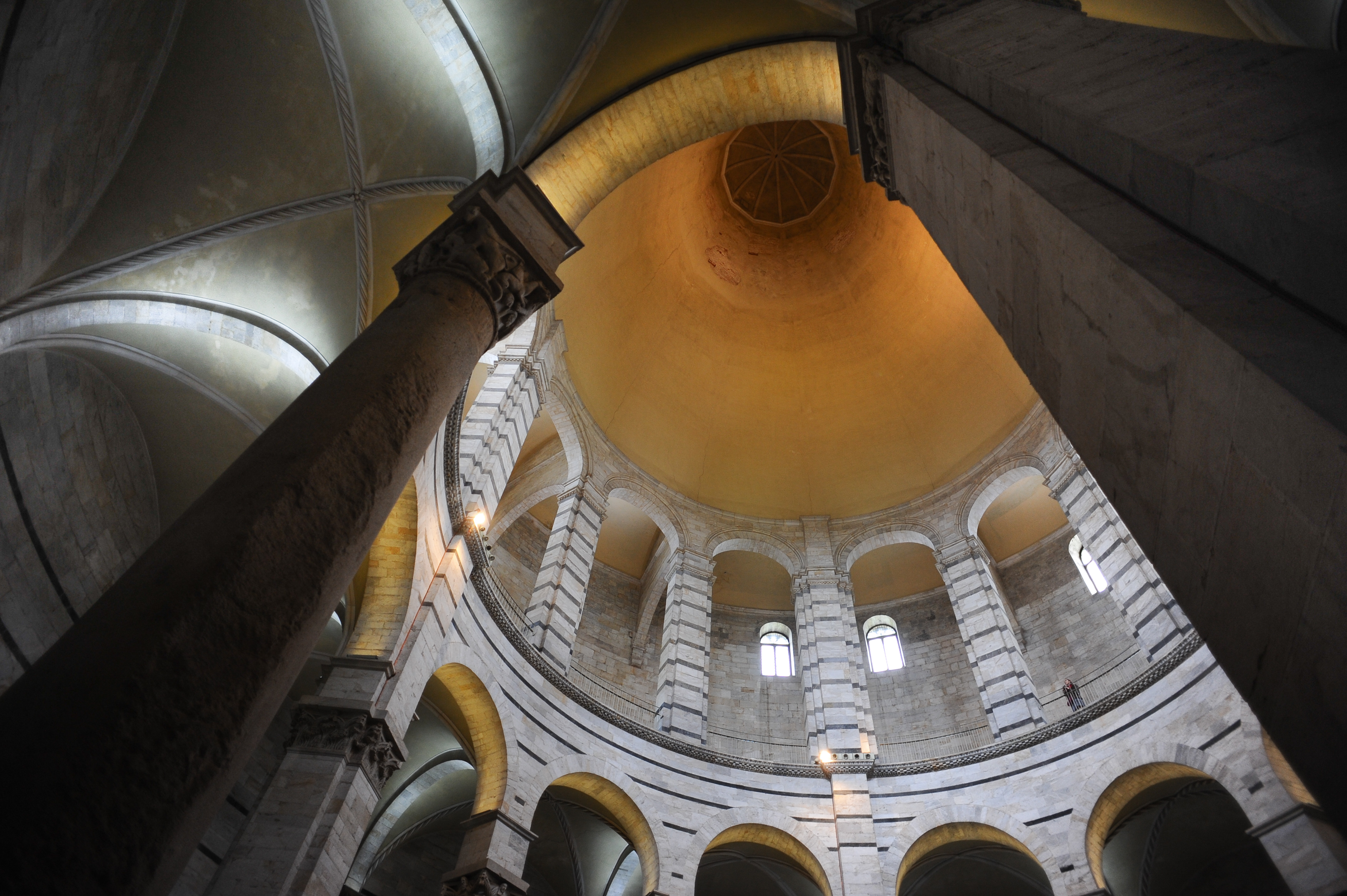
Interno

L'interno, sorprendentemente semplice e privo di decorazioni, ha inoltre un'eccezionale acustica. Interno all'aula circolare centrale, corre un deambulatorio, con archi a tutto sesto poggianti su pilastri, sormontato da un matroneo. Le due scale, costruite all'interno del muro esterno, permettono di raggiungere il matroneo e il terzo livello piano, un ambiente chiuso tra l'estradosso della cupola interna e l'intradosso della cupola emisferica esterna. In origine entrambe le scale raggiungevano il terzo livello, ma per ragioni di stabilità una di esse fu murata nell'Ottocento.
Il fonte battesimale ottagonale, posto su tre scalini al centro risale al 1246 e fu costruito da Guido Bigarelli da Arogno allora appartenente alla diocesi di Como. La scultura bronzea di San Giovanni Battista al centro del fonte è opera egregia di Italo Griselli. Alle sue spalle, l'area presbiterale con pavimento cosmatesco, delimitata da una transenna scolpita.

#### Il pulpito
Il pulpito fu scolpito fra il 1255 e il 1260 da Nicola Pisano, padre di Giovanni Pisano con scene della Vita di Cristo, sui cinque pannelli parapetto, mentre in corrispondenza delle colonne sono rappresentati altri soggetti che simboleggiano Le Virtù. Le scene sul pulpito e specialmente la figura dell'Ercole nudo mostrano bene come l'influsso classico rendesse Nicola un precursore del rinascimento. Dobbiamo ricordare come nella taglia cioè nella bottega di Nicola si sia formato il gotha degli scultori del Due-Trecento italiano, a cominciare da Tino di Camaino e Arnolfo di Cambio.

## Galleria d'immagini

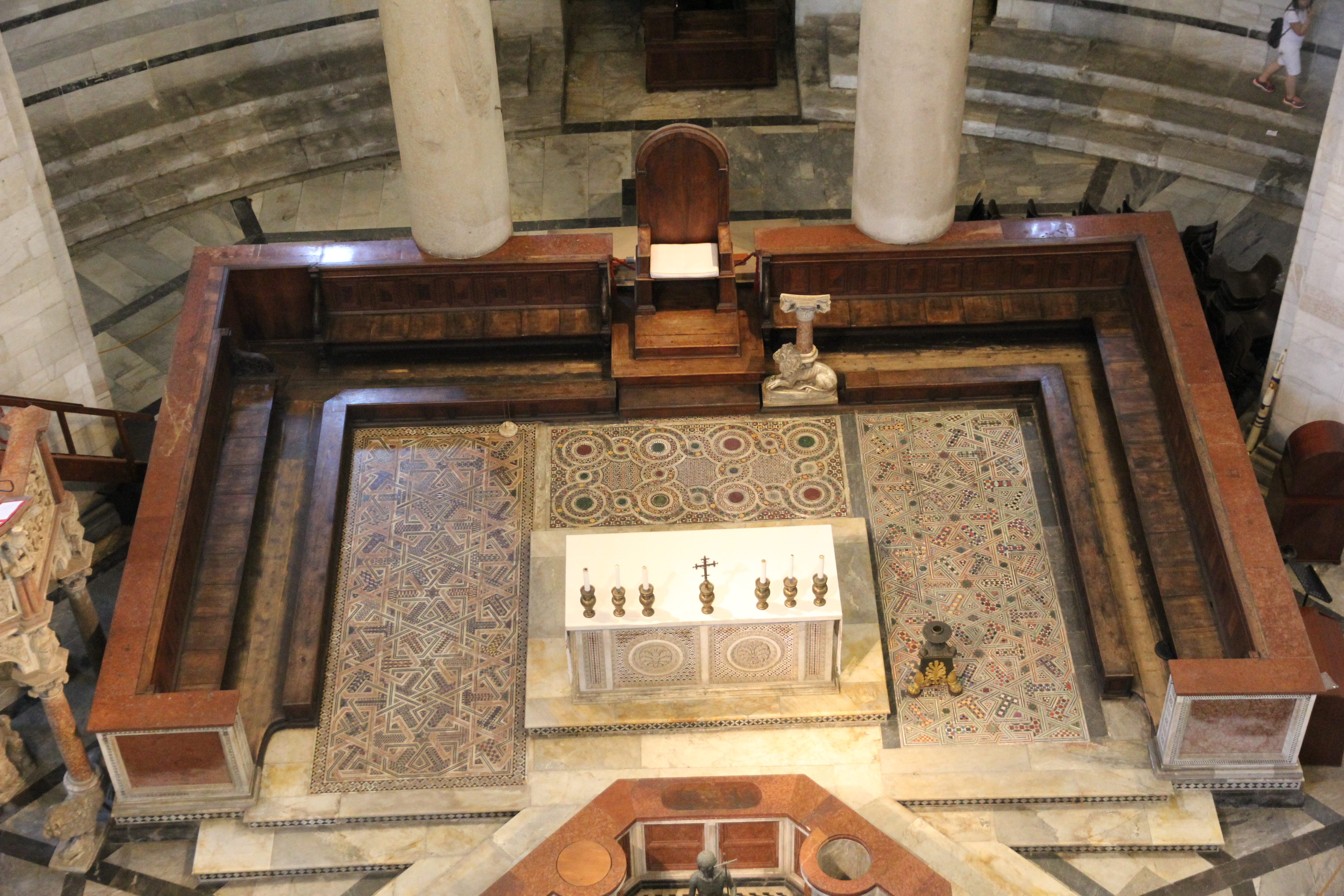
Il presbiterio
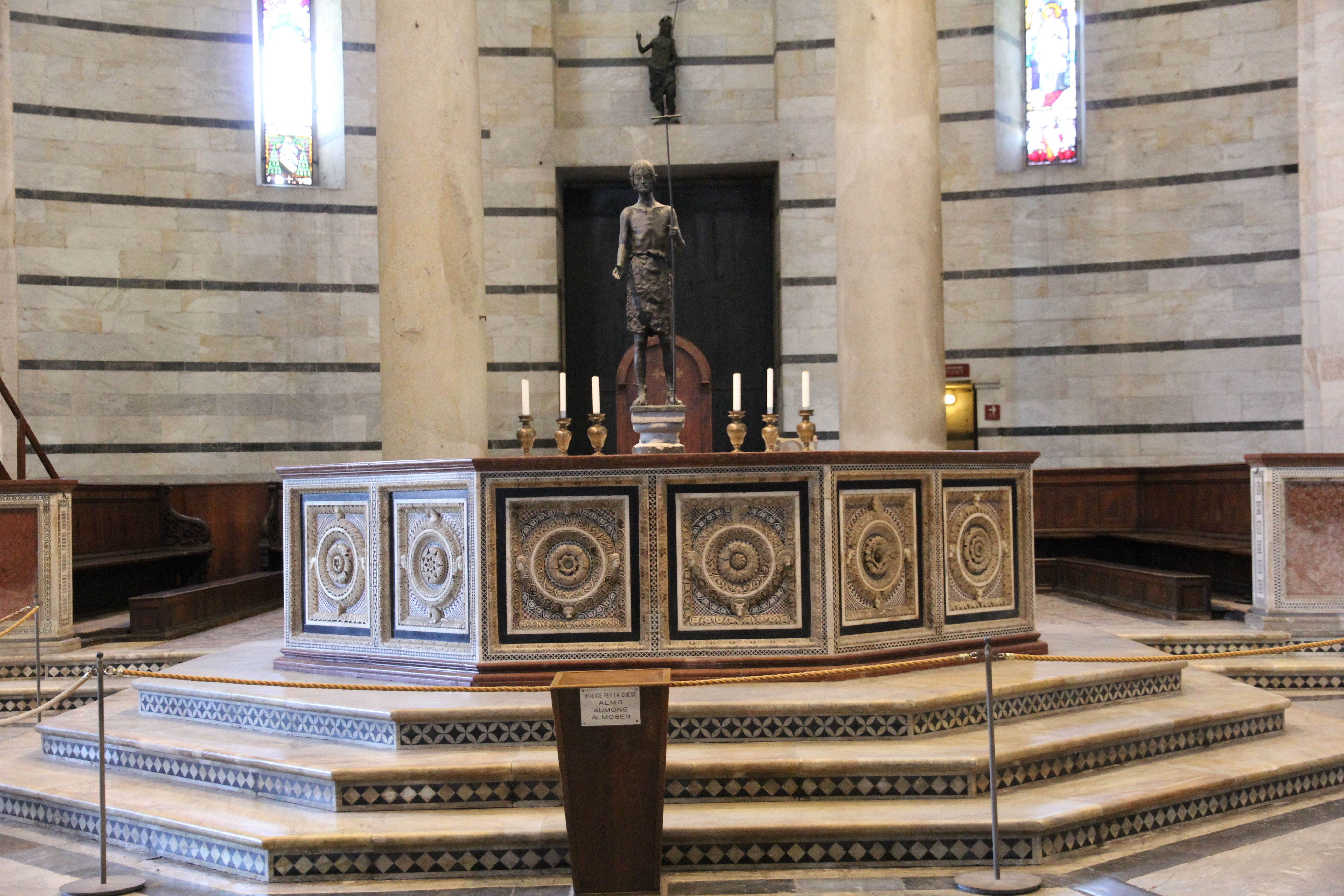
Il fonte battesimale
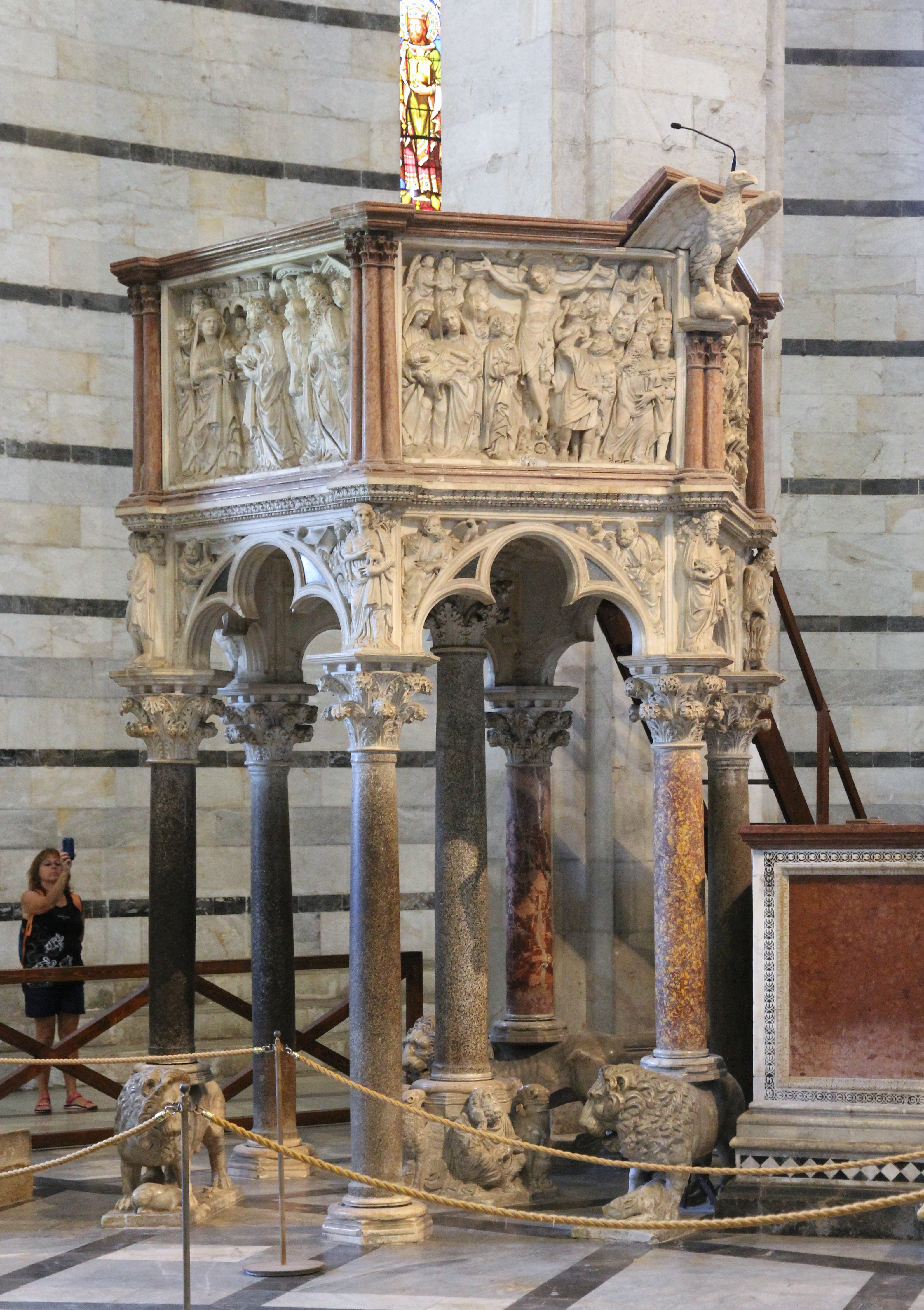
Il pulpito
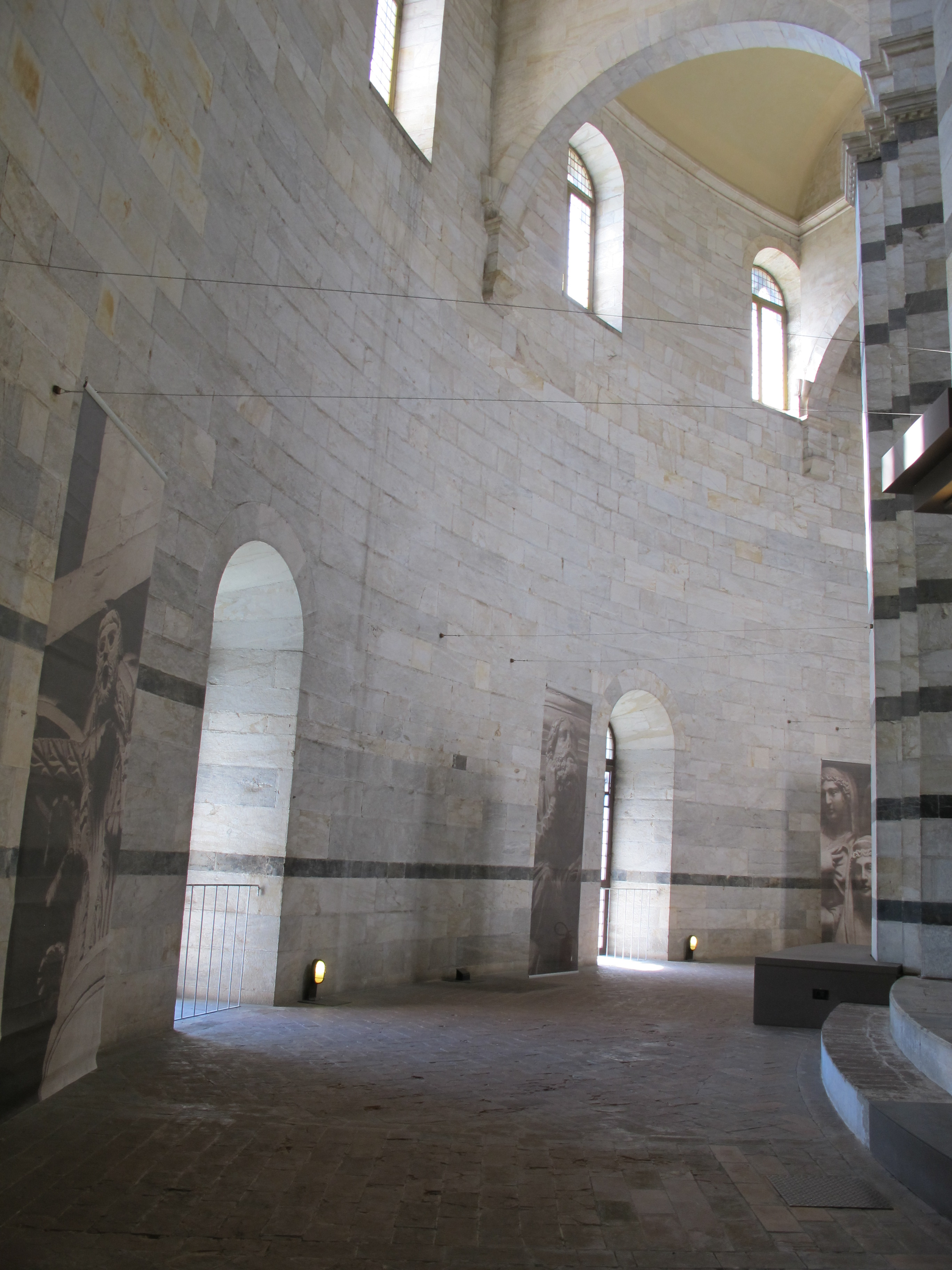
Interno del matroneo
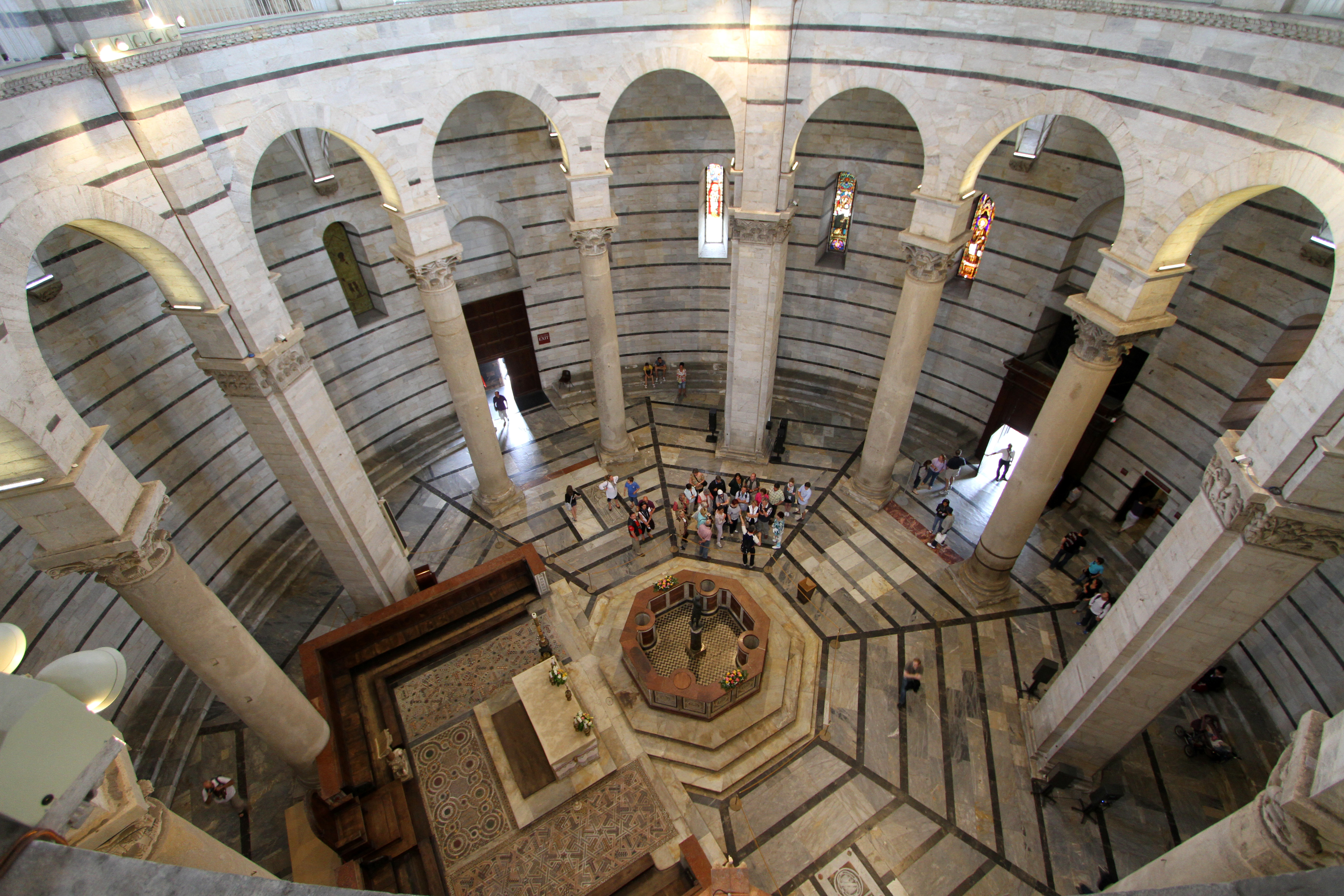
Interno del battistero visto dal matroneo